# Open Broadcaster Software
Open Broadcaster Software (OBS) é um programa de streaming e gravação gratuito e de código aberto mantido pelo OBS Project. O programa tem suporte para o Windows 10 e posterior, macOS 11.0 e posterior e Ubuntu 20.04 e posterior.

## Visão geral
O OBS é uma suíte de software livre e de código aberto para gravação e transmissão ao vivo. Escrito em C e C++, o OBS fornece captura de fonte e dispositivo em tempo real, composição de cena, codificação, gravação e transmissão. A transmissão de dados é feita principalmente através do RTMP (Real Time Messaging Protocol) e pode ser enviada para qualquer destino de suporte RTMP, incluindo muitas predefinições para sites de streaming, como YouTube, Instagram, Twitch e Facebook.
Para codificação de vídeo, o OBS é capaz de usar a biblioteca de software livre x264, o Intel Quick Sync Video, a Nvidia NVENC e o AMD Video Coding Engine codificam fluxos de vídeo no formato H.264/MPEG-4 AVC e no formato H.265/HEVC. O áudio pode ser codificado usando os codecs MP3 ou AAC. Usuários avançados podem optar por usar quaisquer codecs e contêineres disponíveis no libavcodec e no libavformat, bem como enviar o fluxo para um URL FFmpeg personalizado.

## Interface de usuário

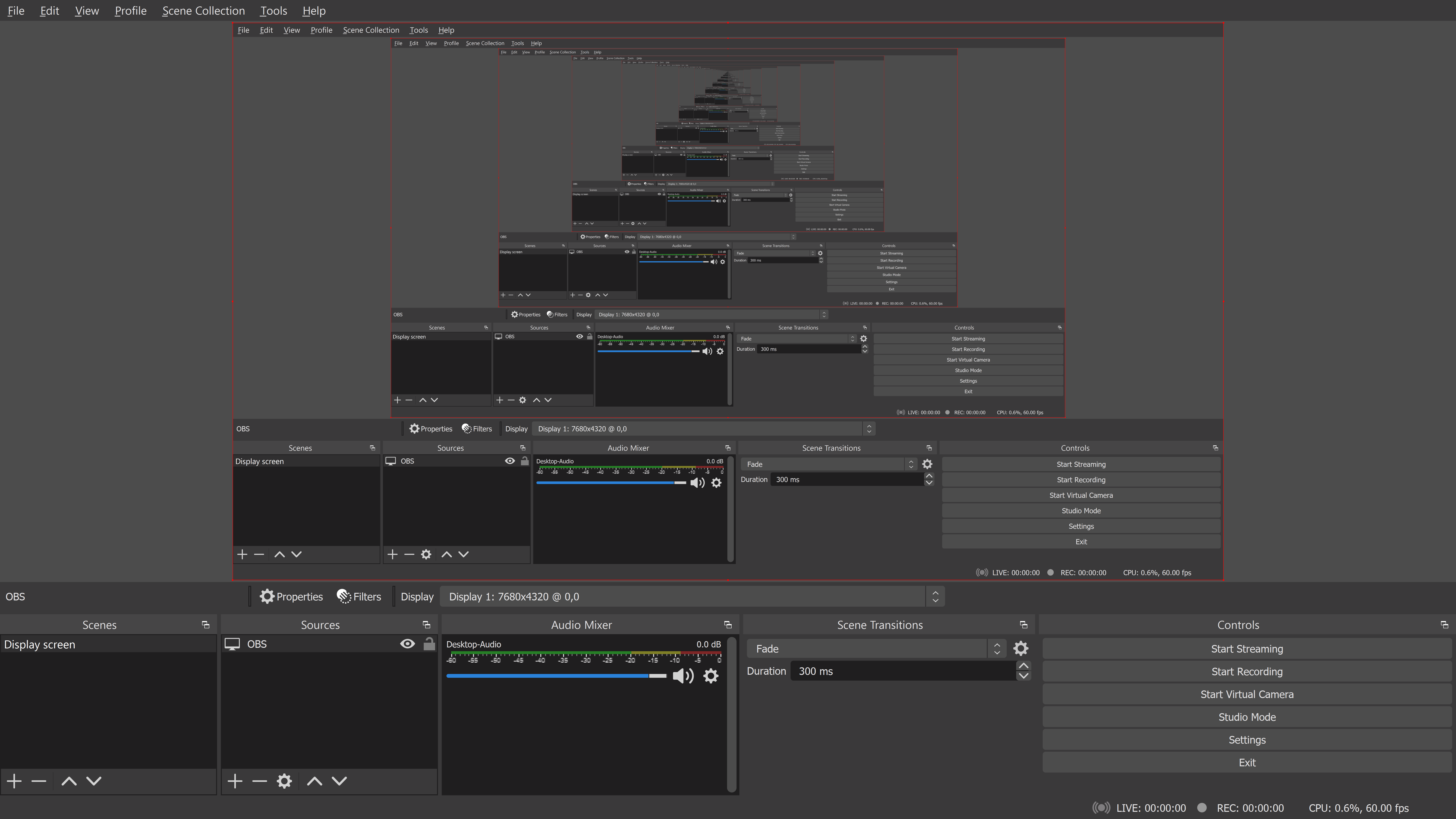
Interface

A interface principal do usuário é organizada em cinco seções: cenas, fontes, mixer de áudio, transições e controles. As cenas são grupos de fontes, como vídeo ao vivo e gravado, texto e áudio. O painel do mixer permite que o usuário mude o áudio, ajuste o volume através de faders virtuais e aplique efeitos pressionando a roda dentada ao lado do botão mudo. O painel de controle tem opções para iniciar/interromper um fluxo ou gravação, um botão para transformar o OBS em um modo de estúdio mais profissional (veja abaixo), um botão para abrir o menu de configurações e um botão para sair do programa. A seção superior tem uma visualização de vídeo ao vivo, usada para monitorar e editar a cena atual. A interface do usuário pode ser alternada para o tema escuro ou claro, dependendo do que o usuário preferir.
Quando no modo de estúdio, há duas janelas de visualização de cena, a esquerda para modificar e pré-visualizar cenas não ativas, enquanto a janela da direita é para pré-visualizar a cena ativa. no meio há um botão de transição secundário, permitindo a transição para a cena não ativa na janela da esquerda.

## História
O Open Broadcaster Software começou como um pequeno projeto criado por Hugh "Jim" Bailey, mas cresceu rapidamente com a ajuda de muitos colaboradores on-line trabalhando tanto para melhorar o OBS quanto para disseminar o conhecimento sobre o programa. Em 2014 o desenvolvimento foi iniciado em uma versão reescrita conhecida como OBS Multiplatform (posteriormente renomeada como OBS Studio) para suporte multiplataforma, um conjunto de recursos mais completo e uma API mais poderosa. A partir da v18.0.1 do OBS Studio, o OBS Classic não é mais suportado devido ao fato de o primeiro atingir a paridade quase completa com o último, embora o download do Classic ainda esteja disponível.

## Plugins
O Open Broadcaster Software suporta uma variedade de plug-ins para ampliar sua funcionalidade. Os plug-ins são carregados como arquivos DLL de código nativo, embora esteja disponível um plug-in de wrapper que permita a hospedagem de plug-ins escritos no .NET Framework.

## Vantagens
Vantagens de usar o OBS:
- Você pode adicionar um texto/imagem aos seus vídeos ao vivo.
- Permite que você coloque um banner no caso de você querer pausar o vídeo ao vivo
- Você pode exibir sua tela ao vivo ou vídeos da tela gravada durante a transmissão
- Você pode transmitir vídeos pré-gravados como um vídeo ao vivo ou até mesmo adicioná-los aos seus vídeos ao vivo
- Você sempre pode alternar para vídeos pré-gravados enquanto transmite ao vivo